# مارك جرانوفيتر
مارك سانفورد جرانوفيتر (Granovetter/ ˈɡrænəvɛtər / ؛ من مواليد 20 أكتوبر 1943) هو عالم اجتماع أمريكي وأستاذ في جامعة ستانفورد. [2] تم تكريم Granovetter مؤخرًا على أنه حائز على جائزة Clarivate Citation Laureates من قبل Thomson Reuters وأضيف إلى قائمة تلك المنظمة للفائزين المتوقعين بجائزة نوبل في الاقتصاد لعام 2014. تُظهر البيانات المستمدة من شبكة العلومWeb of Science أن Granovetter قد كتب أول وثالث من مقالات الأكثر استشهادا في علم الاجتماع. اشتهر بعمله في نظرية الشبكات الاجتماعية وعلم الاجتماع الاقتصادي ، ولا سيما نظريته حول انتشار المعلومات في الشبكات الاجتماعية المعروفة باسم «قوة العلاقات الضعيفة» (1973).